# Petractis
Petractis Fr. (skalniczka) – rodzaj grzybów z rodziny Stictidaceae. Ze względu na współżycie z glonami zaliczany jest do grupy porostów.

## Systematyka i nazewnictwo
Pozycja w klasyfikacji według Index Fungorum: Stictidaceae, Ostropales, Ostropomycetidae, Lecanoromycetes, Pezizomycotina, Ascomycota, Fungi.
Nazwa polska według W. Fałtynowicza.

## Gatunki występujące w Polsce
- Petractis clausa (Hoffm.) Kremp. 1861 – skalniczka zamknięta
- Petractis hypoleuca (Ach.) Vězda 1965 – skalniczka blada, wgłębniczek wapieniowy

Nazwy naukowe na podstawie Index Fungorum.  Nazwy polskie według W. Fałtynowicza.